# Cult of Luna (musikalbum)
Cult of Luna är det självbetitlade debutalbumet till det svenska progressiva post metal-bandet Cult of Luna. Albumet släpptes 2001 av skivbolaget Rage of Achilles.

## Låtlista
1. "The Revelation Embodied" – 7:45
2. "Hollow" – 9:59
3. "Dark Side of the Sun" (instrumental) – 3:13
4. "Sleep" – 14:01
5. "To Be Remembered" – 5:56
6. "Beyond Fate" – 8:45
7. "101" (instrumental) – 1:42
8. "The Sacrifice" – 9:07

## Medverkande
Musiker (Cult of Luna-medlemmar)
- Johannes Persson – gitarr, sång
- Magnus Lindberg – trummor, sampling
- Klas Rydberg – sång
- Erik Olofsson – gitarr
- Marco Hildén – trummor
- Axel Stattin – basgitarr

Bidragande musiker
- Jan Jämte – sång
- Jonas Rosén – sång
- Lovisa Nyström – cello
- Mats Hammarström – piano

Produktion
- Cult of Luna – producent
- Mats Hammarström – ljudtekniker, ljudmix
- Pelle Henricsson – mastering
- Jonathan Leijonhufvud – omslagskonst